# HD 143009
Désignations
HD 143009, également désignée HR 5943, est une étoile géante de la constellation australe du Loup. Elle est visible à l'œil nu avec une magnitude apparente de 4,99. L'étoile présente une parallaxe annuelle de 8,49 mas mesurée par le satellite Gaia, ce qui indique qu'elle est distante d'environ ∼ 384 a.l. (∼ 118 pc) de la Terre. Elle s'en rapproche à une vitesse radiale héliocentrique de −27,8 km/s. Sa magnitude absolue est de −0,64.
HD 143009 est une étoile géante rouge de type spectral K0 II/III, avec la notation « II/III » indiquant qu'il s'agit soit d'une géante ordinaire, soit une géante lumineuse. Le rayon de l'étoile est 16,8 fois plus grand que le rayon solaire, elle est 152 fois plus lumineuse que le Soleil et sa température de surface est de 4 942 K.